# Guillén segunda sección
Guillén segunda sección es una localidad del estado mexicano de Chiapas. Es parte del municipio de Tuxtla Chico.

## Demografía
| Gráfica de evolución demográfica |
|                                  |

| Censo | Población |
| ----- | --------- |
| 1970  | 793       |
| 1980  | 1 216     |
| 1990  | 1 396     |
| 2000  | 1 306     |
| 2010  | 1 413     |
| 2020  | 1 464     |